# Zmarli w roku 1966
Lista osób zmarłych w 1966:

## styczeń 1966
- 11 stycznia:
  - Alberto Giacometti, szwajcarski rzeźbiarz, malarz (ur. 1901)
  - Hannes Kolehmainen, fiński lekkoatleta (ur. 1889)
  - Lal Bahadur Shastri, indyjski polityk, premier Indii (ur. 1904)
- 14 stycznia – Siergiej Korolow, radziecki inżynier mechanik, konstruktor rakiet i statków kosmicznych, ojciec radzieckiej kosmonautyki (ur. 1907)
- 20 stycznia – Józef Grad-Soniński, polski oficer, kawaler Orderu Virtuti Militari (ur. 1891)

## luty 1966
- 3 lutego – Digvijaysinhji (जाम साहिब दिग्विजयसिंहजी), arystokrata indyjski, maharadża, znany w Polsce dzięki hojnej pomocy udzielonej dzieciom polskim w okresie II wojny światowej (ur. 1895)
- 18 lutego – Rick Bockelie, norweski żeglarz, medalista olimpijski (ur. 1902)
- 20 lutego – Chester Nimitz, admirał amerykański (ur. 1885)

## marzec 1966
- 5 marca – Anna Achmatowa (ros. Анна Ахматова), rosyjska poetka (ur. 1889)
- ok. 10 marca – Gustáv Nedobrý, słowacki działacz turystyczny, taternik i ratownik tatrzański (ur. 1893)
- 19 marca – Wasyl Mudry, ukraiński dziennikarz, polityk, wicemarszałek Sejmu (ur. 1893)
- 23 marca – Bertil Bothén, szwedzki żeglarz, olimpijczyk (ur. 1892)

## kwiecień 1966
- 21 kwietnia – Josef Dietrich, SS-Oberstgruppenführer i generał pułkownik Waffen-SS (ur. 1892)

## maj 1966
- 4 maja – Adam Królikiewicz, polski jeździec, pierwszy polski medalista olimpijski w konkurencji indywidualnej (ur. 1894)
- 7 maja – Stanisław Jerzy Lec, polski poeta, satyryk i aforysta (ur. 1909)
- 12 maja – Anna Langfus, francuska pisarka, z pochodzenia polska Żydówka, laureatka Nagrody Goncourtów (ur. 1920)
- 14 maja – Mieczysław Manek, kapitan saperów Wojska Polskiego, inżynier (ur. 1897)
- 26 maja – Jan Henryk Jedynak, polski działacz ludowy, polityk, wicemarszałek Sejmu (ur. 1892)
- 30 maja – Wäinö Aaltonen, fiński rzeźbiarz (ur. 1894)

## czerwiec 1966
- 7 czerwca – Hans Arp, francuski malarz, grafik, rzeźbiarz i poeta pochodzenia niemieckiego (ur. 1887)
- 20 czerwca – Georges Lemaître, belgijski ksiądz i astronom (ur. 1894)
- 29 czerwca – Arthur Meulemans, flamandzki kompozytor, dyrygent i pedagog (ur. 1884)

## lipiec 1966
- 2 lipca – Jan Brzechwa, polski pisarz (ur. 1898 lub 1900)
- 5 lipca – György von Hevesy, fizykochemik węgierski, laureat Nagrody Nobla (ur. 1885)
- 6 lipca – Jan Rostafiński, polski zootechnik i agronom (ur. 1882)
- 9 lipca – Maria od Jezusa Ukrzyżowanego Petković, założycielka Córek Miłosierdzia, błogosławiona katolicka (ur. 1892)
- 10 lipca – Kazimierz Szpotański, polski inżynier elektryk, pionier przemysłu aparatów elektrycznych (ur. 1887)
- 22 lipca – Bernard Carp, holenderski żeglarz, medalista olimpijski (ur. 1901)
- 23 lipca – Montgomery Clift, amerykański aktor filmowy i teatralny (ur. 1920)
- 31 lipca:
  - Bud Powell, amerykański pianista jazzowy (ur. 1924)
  - Andrej Bagar, czechosłowacki aktor filmowy (ur. 1900)

## sierpień 1966
- 3 sierpnia – Lenny Bruce, amerykański komik estradowy (ur. 1925)
- 15 sierpnia – Jan Kiepura, polski artysta śpiewak (ur. 1902)
- 21 sierpnia – Sydney Camm, brytyjski konstruktor lotniczy (ur. 1893)
- 24 sierpnia – Tadeusz Bór-Komorowski, ostatni komendant CWK w Grudziądzu oraz dowódca AK do upadku powstania warszawskiego (ur. 1895)
- 26 sierpnia – Alexander Hugh Macmillan, amerykański działacz religijny, członek zarządu Towarzystwa Strażnica Świadków Jehowy (ur. 1877)

## wrzesień 1966
- 3 września – Cécile Sorel, francuska aktorka (ur. 1873)
- 14 września:
  - Alexandre Bioussa, francuski rugbysta, medalista olimpijski (ur. 1901)
  - Nikołaj Czerkasow (ros. Николай Константинович Черкасов), radziecki aktor (ur. 1903)
- 28 września – André Breton, francuski pisarz (ur. 1896)

## październik 1966
- 7 października – Hans Meulengracht-Madsen, duński żeglarz, medalista olimpijski (ur. 1885)
- 16 października – Nela Samotyhowa, polska nauczycielka i działaczka społeczna (ur. 1876)
- 23 października – Franciszek Jóźwiak, pierwszy główny komendant MO (ur. 1895)
- 29 października – Gertruda Konatkowska, polska pianistka, współzałożycielka i profesor Państwowej Wyższej Szkoły Muzycznej w Poznaniu (ur. 1895)

## listopad 1966
- 1 listopada – Jakub Szynkiewicz, litewski Tatar, wielki mufti polskich muzułmanów (ur. 1884)
- 2 listopada – Peter Debye, holenderski chemik, laureat nagrody Nobla (ur. 1884)
- 5 listopada – Dietrich von Choltitz, niemiecki generał piechoty, wojenny gubernator Paryża w czasie II wojny światowej (ur. 1894)
- 23 listopada – Seán T. O’Kelly, irlandzki polityk (ur. 1882)
- 25 listopada – Adam Skoczylas, polski taternik, alpinista, himalaista i pisarz górski (ur. 1929)

## grudzień 1966
- 3 grudnia – Eric Sandberg, szwedzki żeglarz, medalista olimpijski (ur. 1884)
- 6 grudnia – Hermann Heiss, niemiecki kompozytor, pedagog i teoretyk muzyki (ur. 1897)
- 13 grudnia – Stanisław Mikołajczyk, premier RP w latach 1943–1944 (ur. 1901)
- 15 grudnia – Walt Disney, amerykański producent filmów animowanych (ur. 1901)
- 23 grudnia – Heimito von Doderer, austriacki pisarz (ur. 1896)
- 24 grudnia – Erik Sætter-Lassen, duński strzelec sportowy (ur. 1892)
- 26 grudnia:
  - Guillermo Stábile, argentyński piłkarz, wicemistrz świata z Urugwaju 1930 (ur. 1906)
  - Christopher Dahl, norweski żeglarz, medalista olimpijski (ur. 1898)
  - Herbert Otto Gille, niemiecki generał SS (ur. 1897)
- data dzienna nieznana: 
  - Hans Piesch, austriacki polityk i samorządowiec (ur. 1889)
  - Adolfo Drago Braco, dramaturg gwatemalski (ur. 1893)